# Ao Vivo, vol. 8
Ao Vivo, vol. 8 é o oitavo álbum da banda de forró eletrônico Calcinha Preta, lançado no ano de 2002. O álbum conta com mais de 14 milhões de streams somente na plataforma de áudio Spotify e obteve certificação de disco de diamante no Brasil.

## Repertório
O repertório do show foi composto majoritariamente por canções do álbum anterior, Seu Coração Vai Aprender o Que é Paixão, além de inéditas que se tornaram sucessos, como "E o Vento Levou" e "Vem Ver a Calcinha Preta".
As faixas ao vivo foram registradas durante apresentações nas seguintes cidades e datas:
- Salvador – 15 de setembro de 2001
- Caruaru – 22 de setembro de 2001
- São Paulo – 13 de outubro de 2001
- Petrolina – 26 de outubro de 2001
- Santo Antônio de Jesus – 27 de outubro de 2001
- Alagoinhas – 28 de outubro de 2001
- Arapiraca – 29 de outubro de 2001
- Aracaju – 9 de novembro de 2001
- Maceió – 10 de novembro de 2001
- Teresina – 14 de novembro de 2001

## Lista de faixas[5]
| N.º            | Título                                                                                         | Compositor(es)                                                                                 | Intérprete(s)                | Duração |  |
| 1.             | "Melhores Momentos (ao vivo)"                                                                  |                                                                                                |                              | 6:03    |  |
| 2.             | "Pot-pourri: "Seu Amor é Bom" / "Um Novo Amor"" (You're Still the One / Goodbye)               | Gilton Andrade                                                                                 | Silvânia Aquino, Berg Rabelo | 4:23    |  |
| 3.             | "Pot-pourri: "Te Amo Tanto" / "Refém""                                                         | Sivaldo Dias / Marquinhos Maraial                                                              | Berg Rabelo                  | 4:19    |  |
| 4.             | "Pot-pourri: "Quero Ser Seu Namorado" / "Não Venha Mais Me Ver"" (Open Your Heart / You and I) | Joey Tempest / Klaus Meine (versão: Gilton Andrade)                                            | Berg Rabelo                  | 4:37    |  |
| 5.             | "Tudo de Novo"                                                                                 | Beto Caju, Marquinhos Maraial                                                                  | Berg Rabelo                  | 5:29    |  |
| 6.             | "Pot-pourri: "Coração Bobo" / "Cobertor""                                                      | Marquinhos Maraial, Beto Caju / Chrystian Lima                                                 | Berg Rabelo, Paulinha Abelha | 4:36    |  |
| 7.             | "Pot-pourri: "Louca por Ti" (Dust in the Wind) / "Não Diga Não""                               | Kerry Livgren (versão: Gilton Andrade / Chrystian Lima                                         | Berg Rabelo, Paulinha Abelha | 4:55    |  |
| 8.             | "Pot-pourri: "Sou Seu Amor" / "Eu Te Amo"" (I'll Stand by You / From This Moment On)           | Chrissie Hynde, Tom Kelly, Billy Steinberg / Robert John "Mutt" Lange (versão: Gilton Andrade) | Berg Rabelo                  | 4:46    |  |
| 9.             | "Te Amo" (Carrie)                                                                              | Joey Tempest, Mic Michaeli (versão: Gilton Carlos, Neto Lago)                                  | Berg Rabelo                  | 3:39    |  |
| 10.            | "Resumo (inéditas)"                                                                            |                                                                                                |                              | 3:15    |  |
| 11.            | "E o Vento Levou" (part. Marquinhos Maraial)                                                   | Chrystian Lima                                                                                 | Silvânia Aquino              | 4:27    |  |
| 12.            | "Pot-pourri: "Me Diz o Que Fazer" / "Você Quem Sabe"" (Always Somewhere / Tomorrow)            | Rudolf Schenker, Klaus Meine / Joey Tempest (versão: Gilton Andrade)                           | Berg Rabelo                  | 4:33    |  |
| 13.            | "Pot-pourri: "S.O.S. Coração" / "Toma de Volta Esse Amor""                                     | Marquinhos Maraial / Gilton Andrade                                                            | Berg Rabelo / Raied Neto     | 5:08    |  |
| 14.            | "Favo de Mel"                                                                                  | Nethinho                                                                                       | Berg Rabelo, Silvânia Aquino | 4:07    |  |
| 15.            | "Vem Ver a Calcinha Preta"                                                                     | Gilton Andrade                                                                                 | Berg Rabelo                  | 4:11    |  |
| Duração total: | Duração total:                                                                                 | Duração total:                                                                                 | Duração total:               | 68:29   |  |

## Ficha técnica

### Vocalistas
- Berg Rabelo, Silvânia Aquino, Paulinha Abelha, Raied Neto, Jenifer Martins e Vanessa Berq

### Músicos
- Alex (sanfona)
- Clóves (guitarra)
- Cooky Bass (baixo)
- Beto (bateria)
- Muzenza (percussão)
- Jairo (teclados)
- Carlos (saxofone)

### Participações especiais
- Marquinhos Maraial e banda Mulheres Perdidas na faixa E o Vento Levou